# Helius (Helius) rectus
Helius (Helius) rectus is een tweevleugelige uit de familie steltmuggen (Limoniidae). De soort komt voor in het Neotropisch gebied.